# Шеремон
Шеремон (III) — епископ Нилополийский. День памяти — 22 декабря.
Согласно Евсевию (Церковная история, T.IV) святой Шеремон (Chérémon) был епископом города Нилополь, Египет, во времена правления Декия. Считается, что им была крещена святая Верена.
Известен также святой Шеримон (Cherimon), монах из Кемета. День памяти — 16 августа. Труженик, он отошёл ко Господу с рукоделием в руках.